# Château de Toulonjac
Le château de Toulonjac est un château situé à Toulonjac, en France.

## Localisation
Le château est situé sur la commune de Toulonjac, dans le département français de l'Aveyron.

## Historique
L'édifice est inscrit au titre des monuments historiques en 1993 et classé en 1995.

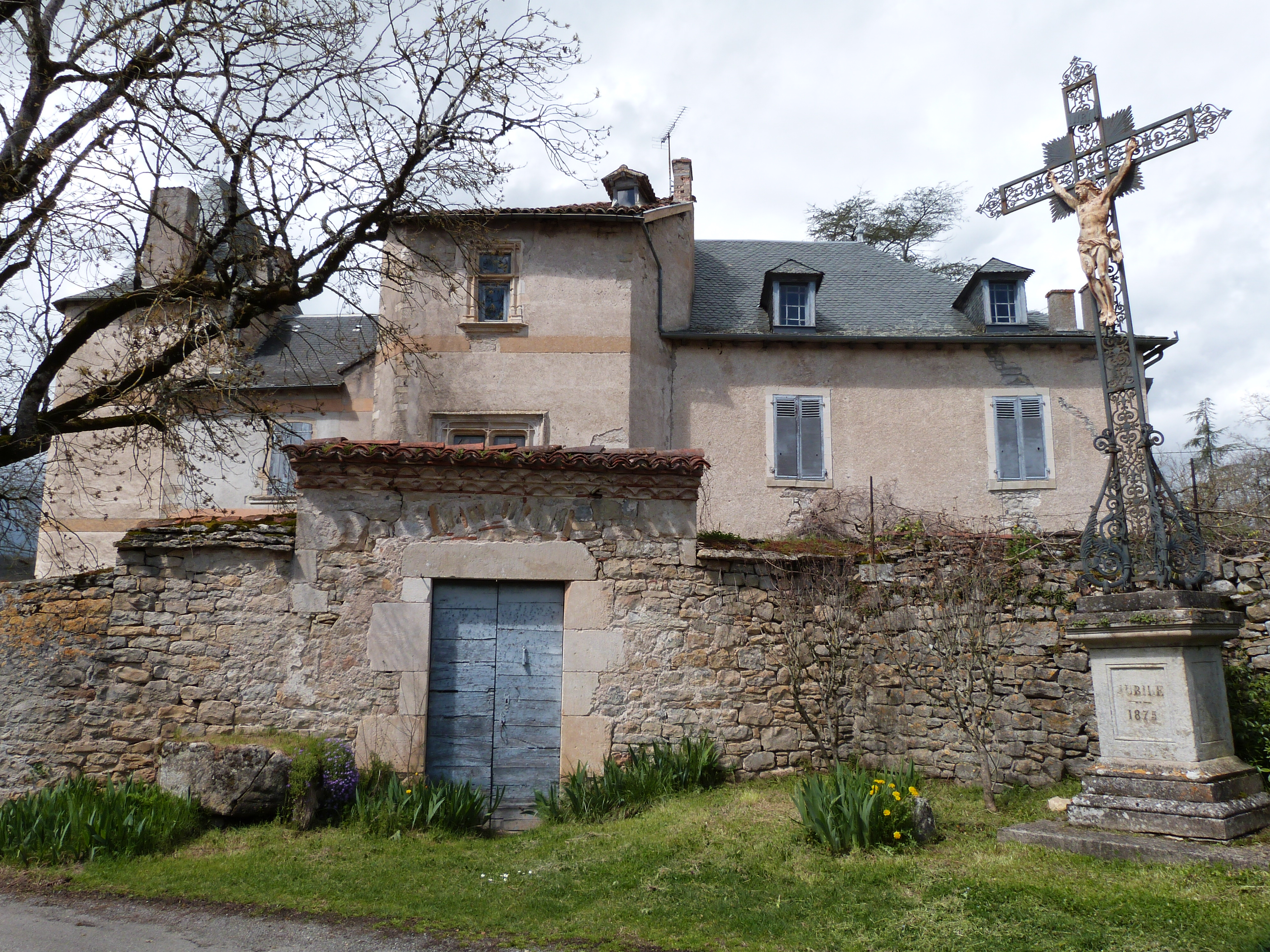
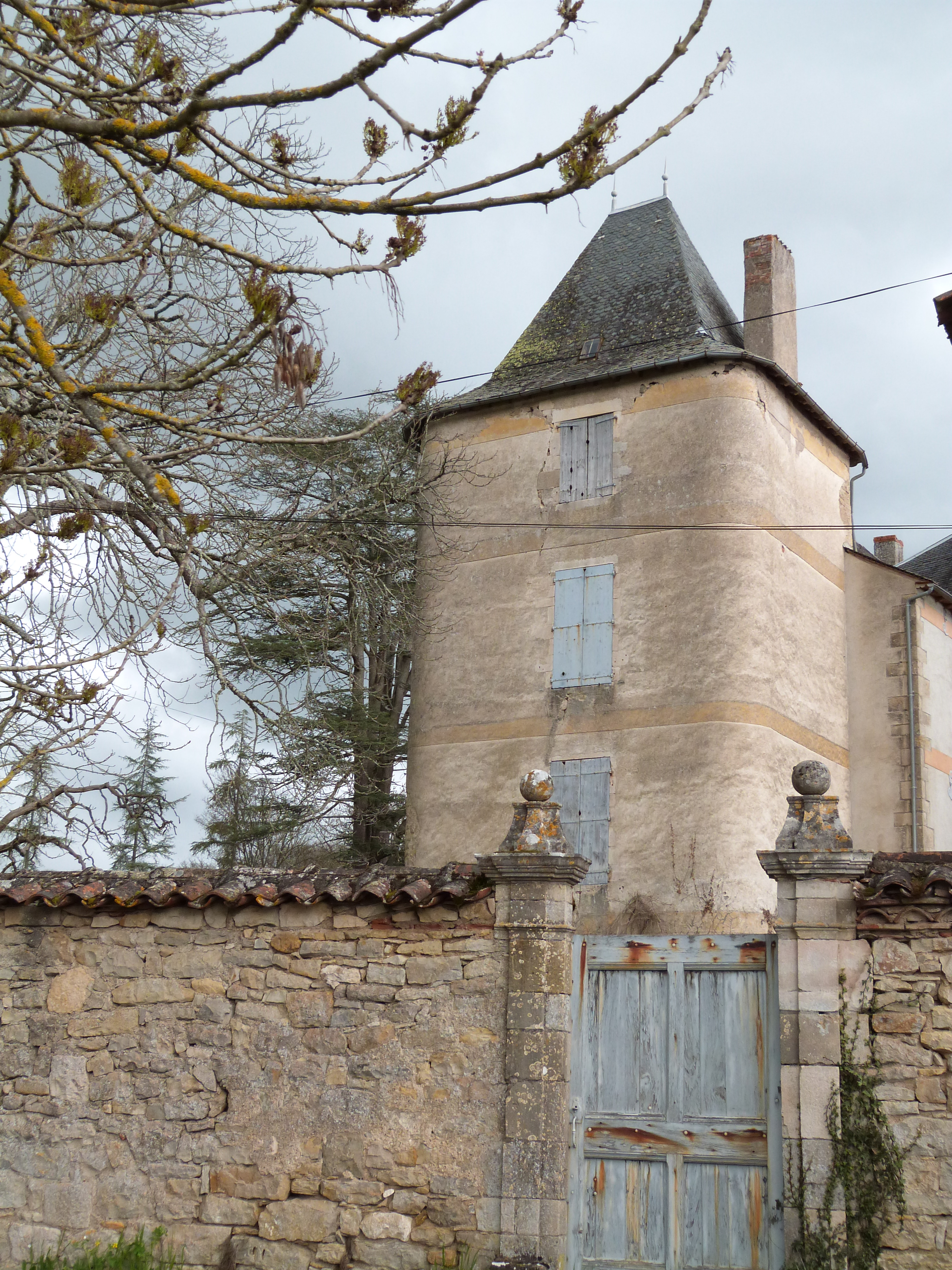
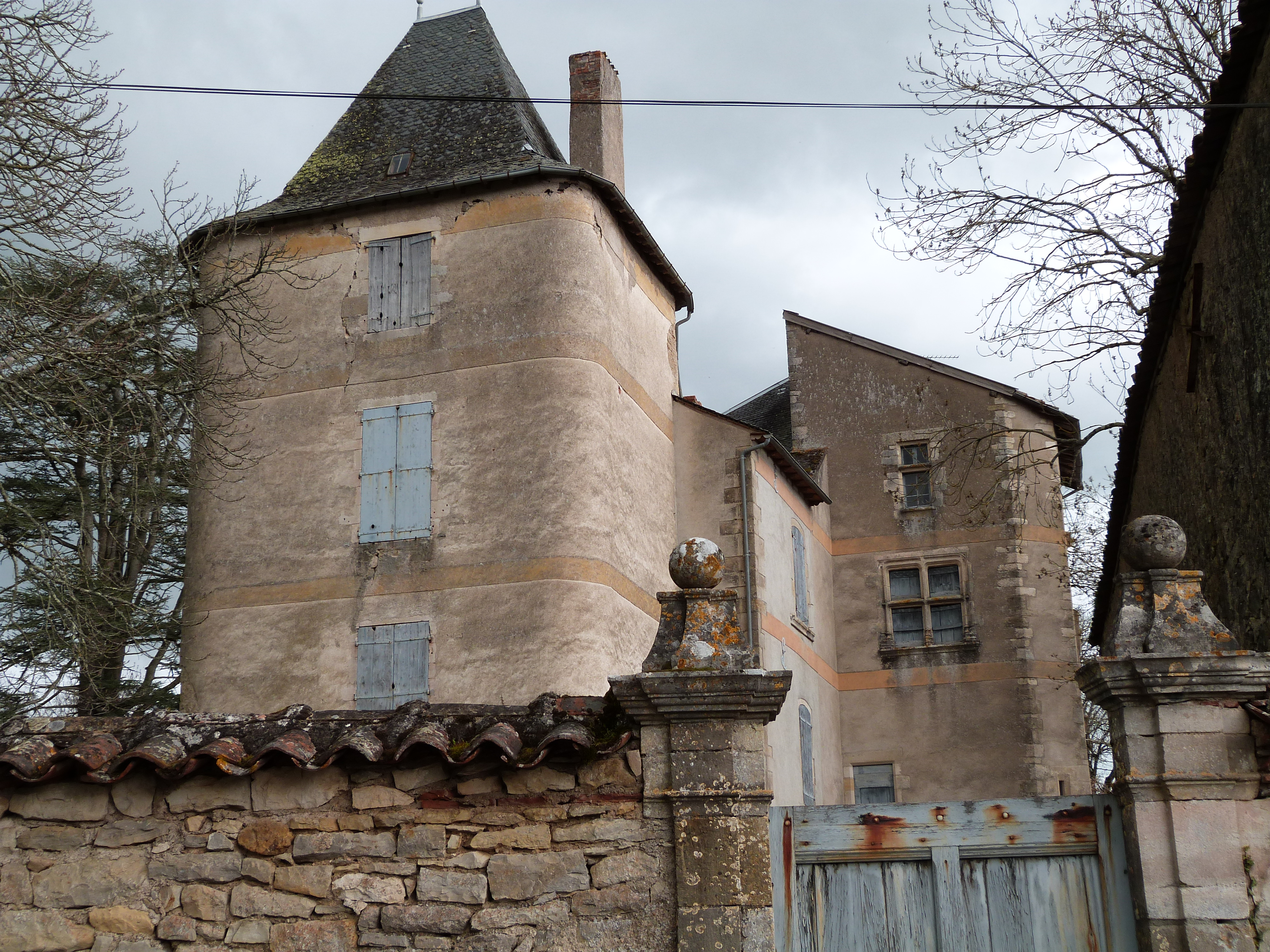
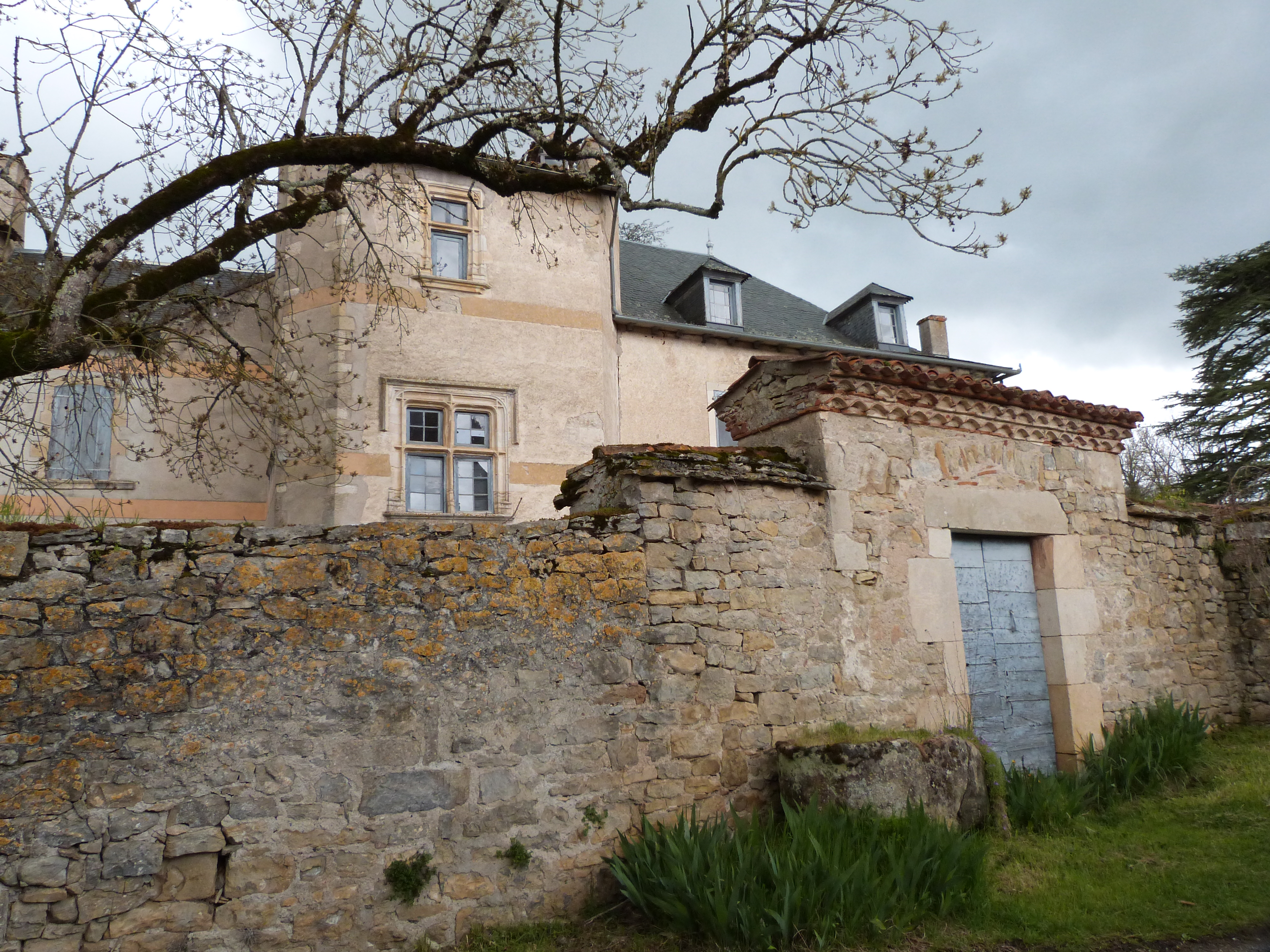